# Wdowy konsekrowane
Wdowy konsekrowane – w niektórych Kościołach chrześcijańskich, kobiety, które po śmierci męża postanawiają oddać swoje życie  Bogu i służbie Kościołowi, na wzór dziewic konsekrowanych. Jest to jedna z indywidualnych form życia konsekrowanego.
W Kościele Katolickim obrzęd konsekracji wdów jest skonstruowany w taki sposób, że nie przekreśla ich wcześniejszego małżeństwa. Nie jest ono czymś gorszym od stanu czystości. W czasie tego obrzędu, biskup błogosławi obrączki wdów, które od tej pory stają się znakiem oblubieńczej więzi z Chrystusem. Ponadto biskup wręcza wdowom krzyże i brewiarze.